# سنگ‌مرغان
سنگ‌مرغان (نام علمی: Lithornithidae) نام یک تیره از فراراسته دیرین‌آروارگان است.